# Le Prince de l'orage

Le Prince de l'orage est une série de bande dessinée française du genre médiéval-fantastique écrite par Manuel Bichebois et dessinée par Giulio Zeloni. Cette série est la suite des aventures du personnage de L'Enfant de l'orage. Édité par Les Humanoïdes Associés, le tome 1 paraît en avril 2012.

## Synopsis
Cela fait sept ans que Laith et les siens sont installés à Nämo. Après avoir connu de terribles événements, le petit clan coule enfin des jours heureux, mais il semblerait que les ténèbres les rattrapent.

## Publication

### Albums
1. Le Cœur de la tempête (avril 2012)
2. Les Brumes assassines (octobre 2013)

### Éditeurs
- Les Humanoïdes Associés